# عجوقة بوستي
عجوقة بوستي (الاسم العلمي: Ajuga postii) هو نوع نباتي يتبع جنس العجوقة من الفصيلة الشفوية.

## تسميات
شندقورة بوستي، عرصف بوستي، بوق بوستي.